# Frea floccifera
Frea floccifera là một loài bọ cánh cứng trong họ Cerambycidae.